# نوشتار درمانی

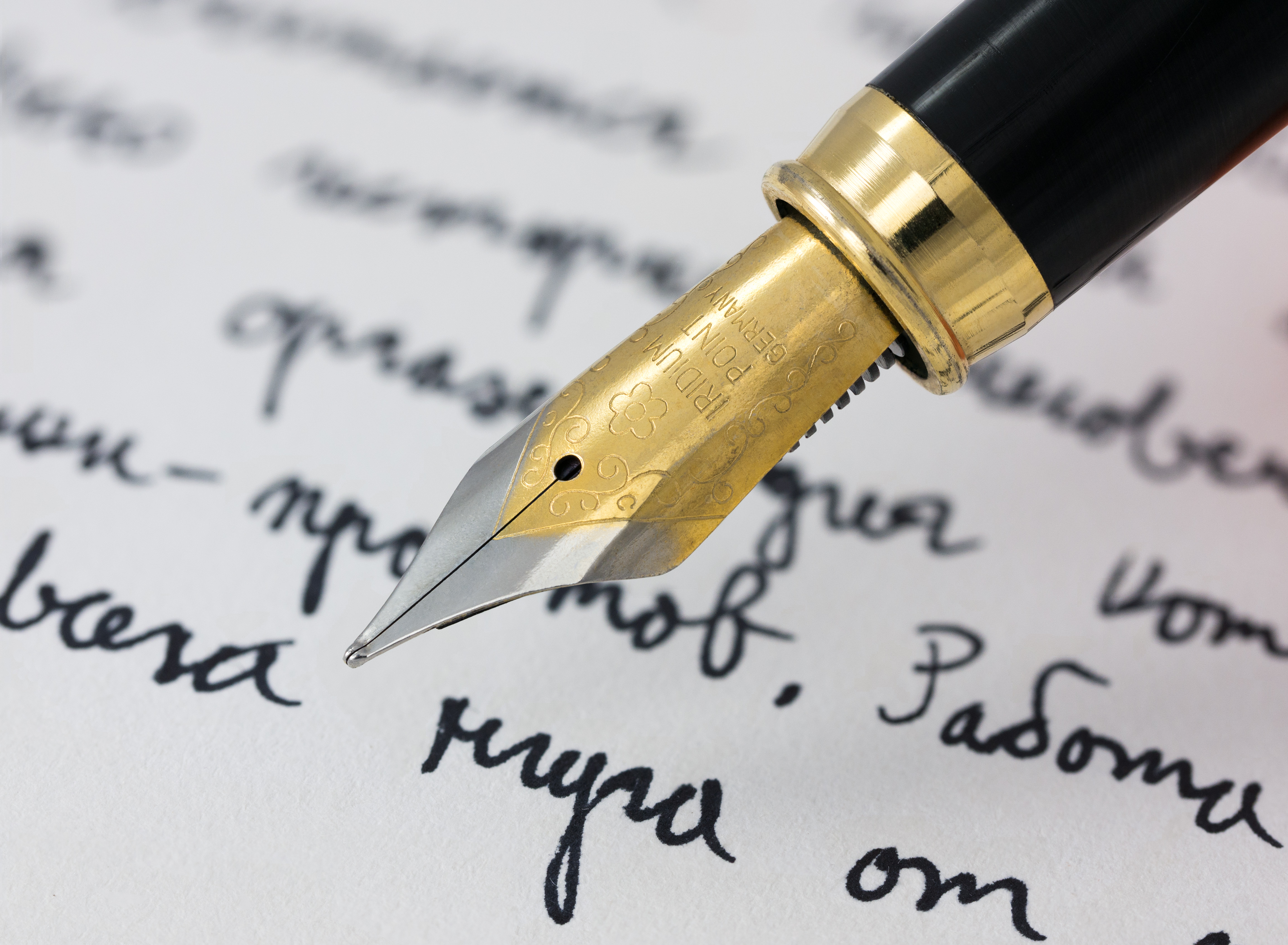
نوشتار درمانی شامل رفع تنش و هیجان، ایجاد خویشتن داری و درک وضعیت خود پس از انتقال کلمات بر روی کاغذ است.

نوشتار درمانی (به انگلیسی:Writing therapy) شکلی از بیان درمانی (درمان‌های وابسته به فعالیت‌های هنری) است که از عمل نوشتن و پردازش کلام نوشته شده توسط مغز به عنوان روشی درمانی استفاده می‌کند. نوشتار درمانی بر این گزاره واقع شده که نوشتن احساسات فرد به صورتی تدریجی، هیجانات ناشی از ضربه روانی را کاهش می‌دهد. نوشتن به قصد درمان می‌تواند به صورت فردی یا گروهی انجام شود و می‌توان آن را به صورت حضوری با یک درمانگر یا از راه دور یا از طریق پست یا اینترنت انجام داد.
رشته و حوزه نوشتار درمانی شامل بسیاری از متخصصان در شرایط مختلف می‌شود. درمان معمولاً توسط یک درمانگر یا مشاور انجام می‌شود. چندین نوع مداخله آنلاین نیز وجود دارد. رهبران گروه‌های نویسندگی نیز در بیمارستان‌ها با بیمارانی که با بیماری‌های روحی و جسمی سروکار دارند نیز ممکن است از این روش درمانی استفاده کنند. این رهبران در بخش‌های دانشگاهی به خودآگاهی و خودسازی دانشجویان کمک می‌کنند. تجویز نوشتار درمانی از راه دور (برخط و آنلاین) می‌تواند به کسانی می‌خواهند ناشناس بمانند یا کسانی که آمادگی بیان رودروی خصوصی‌ترین افکار و نگرانی‌های خود را به نحوی رودرو ندارند، کمک کند.
مانند بسیاری از انواع روش‌های درمانی، نوشتار درمانی برای کار با طیف وسیعی از مسائل روان‌نژندی، از جمله سوگ، ترک خدمت و سوء استفاده، اقتباس شده و استفاده می‌شود. بسیاری از این مداخلات به شکل کلاس‌هایی هستند که در آن مراجع در مورد موضوعات خاصی که توسط درمانگر یا مشاور انتخاب می‌شود، شروع به نوشتن می‌کنند. تکالیف ممکن است شامل نوشتن نامه‌های ارسال نشده برای افراد انتخاب شده (زنده یا مرده)، و به دنبال آن پاسخ‌های خیالی از طرف گیرنده، یا گفتگویی «با بطری الکل» (برای شخص در حال بهبود از اعتیاد به الکل) باشد.

### ارجاعات درون‌خطی
1. ↑  Singer, Jessica and George H.S. Singer (2008). "Writing as Physical and Emotional Healing: Findings from Clinical Research" Handbook of Research on Writing: History, Society, School, Individual, Text, New York: Lawrence Erlbaum Assoc, 485-498.
2. ↑  Pennebaker, JW (2010). "Expressive writing in a clinical setting". The Independent Practitioner. 30: 23–25.
3. ↑  Pennebaker JW (May 1997). "Writing about Emotional Experiences as a Therapeutic Process" (PDF). Psychological Science. 8 (3): 162–166. doi:10.1111/j.1467-9280.1997.tb00403.x. JSTOR 40063169. S2CID 15516728. Archived from the original (PDF) on October 20, 2003.